# أحدب نوتردام (فلم 1996)
أحدب نوتردام (بالإنجليزية: The Hunchback of Notre Dame)، فيلم رسوم متحركة أميركى من إنتاج وتنفيذ شركة والت ديزني، أنتج في العام 1996 وعرض للمرة الأولى في 21 يونيو 1996، هو الفيلم الرابع والثلاثون من سلسلة أفلام ستوديوهات والت ديزني الطويلة، يتناول فيها قصة المؤلف فيكتور هوجو الشهيرة أحدب نوترادام.

## حبكة الرواية
تدور قصة الفيلم حول كوازيمودو البطل الرئيسي للفيلم، شاب مشوه من أصول غجرية نشأ في ظل تربية صارمة من القاضي كلود فرولو والذي تسبب في مقتل أمه وحبس أبيه بحجة تطهير باريس من الغجر، فللتكفير عن خطأه قرر أن يعتنى بكوازيمودو بنفسه، وأطلق عليه اسم (كوازيمودو) والذي يعنى (نصف مكتمل)، فعاش كوازيمودو طيلة حياته منعزلاً في برج نوتردام بعد تحذيرات القاضي كلود فرولو المتكررة حول تجنب البشر متهماً إياهم بسوء الخلق، وأنه لا صديق لكوازيمودو إلا القاضي نفسه، فهو الذي رعاه وأطعمه وكساه بعد أن هجرته أمه وكل البشر بحسب قوله، ولكن كوازيمودو كان يرغب دائماً في اكتشاف العالم المحيط به، والاختلاط بالبشر الذي دأب على مراقبتهم من موقعه أعلى البرج، وشجعه على القيام بالأمر أصدقائه التماثيل المتكلمة الثلاثة، ولم يجد خير من مهرجان الحمقى والذي يقام سنوياً بباريس كفرصة ليرى الناس عن قرب لأول مرة في حياته، فهبط إلى ميدان الاحتفال متنكراً لكيلا يعرف القاضي كلود فرولو شيئاً عن خروجه وعصيانه لأمره، وظن حاضرى المهرجان أن كوازيمودو قد تنكر خصيصاً لدخول مسابقة أبشع رجل بباريس، ولكن عندما اكتشفوا حقيقته وأنه ليس متنكراً أساءوا معاملته، وقيدوه تعبيراً عن سخطهم من تواجده معهم، ولم يجد معيناً له في أزمته إلا أزميرالدا، التي قدمت له يد العون وحلت وثاقه، وهربت عندما أراد القاضي كلود فرولو اعتقالها بتهمة عدم الانصياع لأوامره، وكما ساعدت أزميرالدا كوازيمودو على الهرب في المرة الأولى، ساعدها على الهرب من حرس القاضي، ووعدته بأن تعود إليه ثانية، عندها شعر كوازيمودو بأن قلباً ما أحبه، وصارت الحياة أكثر إشراقاً بعد شعوره بميل أزميرالدا إليه، ولكن وبعد اكتشاف هروبها يجن جنون القاضي كلود فرولو، ويأمر بسرعة اعتقالها لرغبته في الزواج منها، وإلا فحرقها حية إذا ما رفضت طلبه، ويبدأ في اعتقال كافة الغجر والإساءة لهم في محاولة للعثور على إزميرالدا، وقام بإضرام النار في كافة أنحاء باريس محاولاً العثور عليها، ولكن قائد الحرس فيبس يرفض هذا الأسلوب، مما يتسبب في حدوث شقاق بينه وبين القاضي كلود فرولو والذي يأمر بقتله، إلا أن فيبس وبمساعدة أزميرالدا يتمكن من الهرب، ولا يصيبه إلا سهماً أسقطه في نهر الرين الذي سرعان ما إنتشلته منه أزميرالدا وأرسلته إلى صديقها المخلص كوازيمودو ليرعاه بعيداً عن بطش القاضي كلود فرولو، ويتحطم قلب كوازيمودو ثانية بعدما علم أنه ليس اختيار أزميرالدا، وإنما هو القائد فيبس الذي اتخذته أزميرالدا حبيباً لها، ولكنه يعد بمساعدتها والإبقاء على فيبس أمناً معه، ولكن وعلى غير العادة، يقوم القاضي كلود فرولو بزيارة كوازيمودو في وقتٍ متأخر، فيسرع بإخفاء فيبس حتى لا يعتقله القاضي كلود فرولو، وهنا يتهمه القاضي بتهريب أزميرالدا، ويلقى على عاتقه مسؤولية الدمار الذي حل بباريس، ويخدعه محدثاً إياه أنه صار يعلم بمكان (ساحة العجائب)، المكان الذي تتواجد فيه أزميرالدا وبقية الغجر، وأنه أعد ألفاً من الجنود للهجوم على المكان، هنا ينطلق كلاً من كوازيمودو وفيبس في محاولة لإبلاغ غجر (ساحة العجائب) بنية القاضي كلود فرولو نحوهم، ويتبعون قلادة أعطتها أزميرالدا لكوازيمودو تحمل خريطة لمكان تواجد (ساحة العجائب)، ولكن القاضي كلود فرولو يتبعهم، ويقتحم (ساحة العجائب) ويأسر كافة الغجر المتواجدين فيها، وهكذا وأما أهل باريس وكوازيمودو ذاته، يُخير القاضي كلود فرولو أزميرالدا أما بالزواج منه أو بحرقها حية، وتأبى أزميرالدا ذلك، فيقوم القاضي كلود فرولو بإضرام النيران بالأخشاب المقيدة بها أزميرالدا، ولكن كوازيمودو وللمرة الثانية ينقذ أزميرالدا من النيران، ويصعد بها إلى ملجأه في محاولة لحمايتها من القاضي كلود فرولو، ولكن القاضي كلود فرولو يأمر باقتحام نوتردام لإعادة أزميرالدا والنيل من كوازيمودو، إلا أن فيبس أقنع أهل باريس بضرورة التصدى لذلك الهجوم، وهنا تقوم المعركة بين جنود القاضي كلود فرولو وأهالى باريس في محاولة لمنعهم اقتحام نوتردام، ويشارك في المعركة كوازيمودو وأصدقاءه التماثيل الثلاثة من موقعهم بأعلى نوتردام، وأثناء المعركة يتمكن القاضي كلود فرولو من اقتحام نوتردام، ويصل إلى كوازيمودو وأزميرالدا محاولاً قتلهم، ويطلع القاضي كلود فرولو كوازيمودو على حقيقة والدته، أنها ماتت في محاولتها إنقاذه مثلما يحاول كوازيمودو التضحية بنفسه في سبيل إنقاذ أزميرالدا، وهنا يتهشم أحد التماثيل تحت قدمى القاضي كلود فرولو، ويسقط ميتاً وسط النيران التي تسبب في إشعالها، ويسقط كوازيمودو من فوق البرج ولكن فيبس ينقذه ويرد له جميل حمايته قبلاً، وتهدأ المعركة ويخرج كوازيمودو إلى الناس الذين حملوه على الأعناق بعدما اكتشفوا أنه رغم خلقته المشوهة إلا أنه يملك قلباً طيباً.

## أسماء مؤدو اصوات الشخصيات
| اسم الشخصية | اسم الشخصية بالإنجليزية | مؤدي الصوت بالدبلجة العربيّة(لهجة مصرية) | مؤدي الصوت الأصليّ (بالإنجليزيّة) |
| ----------- | ----------------------- | --------------------------------------- | ------------------------------- |
| كوازيمودو   | Quasimodo               | هشام نور                                | Tom Hulce                       |
| إزميرالدا   | Esmeralda               | حنان شوقي (حوار)، جيهان الناصر (غناء)   | Demi Moore                      |
| كلود فرولو  | Judge Claude Frollo     | سمير البنا(حوار) عزت أبو عوف(غناء)      | Tony Jay                        |
| كابتن فيبس  | Captain Phoebus         | جمال عبد الناصر                         | Kevin Kline                     |
| كلوبان      | Clopin                  | ياسر شعبان                              | Paul Kandel                     |
| فيكتور      | Victor                  | أحمد راتب                               | Charles Kimbrough               |
| أرشيديون    | Erhidaon                | علي حسنين                               | -                               |

## وصلات خارجية
- مقالات تستعمل روابط فنية بلا صلة مع ويكي بيانات